# Directeur
 (août 2024).
Si vous disposez d'ouvrages ou d'articles de référence ou si vous connaissez des sites web de qualité traitant du thème abordé ici, merci de compléter l'article en donnant les références utiles à sa vérifiabilité et en les liant à la section « Notes et références ».
Un directeur (au féminin : directrice) est une personne qui dirige une entreprise, une organisation ou une institution, gouvernementale ou non (ou a une part dans leur direction). 

## Description
Le directeur est le plus souvent salarié, contrairement au président qui est plutôt mandataire social.
Directeur était aussi en France, entre 1795 et 1799, le titre porté par les cinq membres du Directoire, détenteurs de pouvoir exécutif.

## Types de directeur

### Cas général
Selon la taille de l'entreprise, les postes de direction comprennent notamment :
- Directeur administratif et financier

- Directeur commercial
- Directeur de l'exploitation
- Directeur de la communication
- Directeur de la technologie
- Directeur de projet
- Directeur des réseaux de relations
- Directeur des ressources humaines
- Directeur des systèmes d'information
- Directeur général
  - Directeur général délégué
- Directeur juridique
- Directeur marketing
- Directeur technique : voir Directeur de la technologie

### Divers
Tous les articles commençant par « Directeur »
- Directeur académique des services de l'Éducation nationale (éducation)
- Directeur artistique (arts)
- Directeur d'accueil collectif de mineurs (animation socio-culturelle)
- Directeur d'école (éducation)
  - Directeur d'école en France
- Directeur d'établissements sanitaires, sociaux et médico-sociaux (hauts fonctionnaires)
- Directeur d'études (éducation)
- Directeur d'hôpital (hauts fonctionnaires/santé)
- Directeur d'hôtel (hébergement)
- Directeur d'opéra (arts)
- Directeur de cabinet (France) (politique)
- Directeur de casting (cinéma)
- Directeur de collection (littérature)
- Directeur de course (sport)
- Directeur de l'information (journalisme)
- Directeur de la création (communication)
- Directeur de la photographie (cinéma)
- Directeur de la publication (presse)
- Directeur de la rédaction (journalisme)
- Directeur de marché (finance)
- Directeur de police municipale (fonction publique territoriale)
- Directeur de postproduction (audiovisuel)
- Directeur de production (cinéma)
- Directeur de théâtre (arts)
- Directeur de thèse (éducation)
- Directeur des services pénitentiaires (hauts fonctionnaires)
- Directeur des soins dans la fonction publique hospitalière française (santé)

- Directeur littéraire (littérature)
- Directeur musical (musique)
- Directeur sportif (sport)
- Directeur technique national (sport)

## Les directeurs dans la culture
- À monsieur le Directeur
- Bobo et le Directeur